# Университет Индонезии
Университет Индонезии (индон. Universitas Indonesia) — ведущее государственное высшее учебное заведение в Индонезии. Один из основных центров научной мысли в стране.
Основан в 1950 году в Джакарте на базе созданной голландцами в 1849 году Медицинской школы для яванцев. С 2000 года имеет автономный статус. В 2010 г. обучалось свыше 47 тыс. студентов, работало 7300 преподавателей. В составе 15 факультетов: гуманитарных наук, социально-политических наук, экономический, юридический, психологии, медицинский, стоматологический, общественного здравоохранения, математических и естественных наук, технологии, инженерно-технический, компьютерный, фармакологический, дошкольного воспитания, послевузовского обучения.
Студенческие городки расположены в Салембе и Депоке.
На его базе созданы институты экономических и социальных исследований, менеджмента, социологических исследований, демографии, средств массовой информации, прикладной психологии, истории, археологии, антропологии, технологии, криминологии, а также центры: вычислительный, по изучению окружающей среды и людских ресурсов, лингвистический. Поддерживает активные связи с национальными, региональными, международными вузами и научными центрами, в том числе США, Японии, Голландии, ФРГ, стран ACEAH. Участвует в реализации отдельных научных и учебных программ в рамках ACEAH и других региональных организаций Юго-Восточной Азии.

## Известные выпускники
- Альгадри, Хамид
- Акбар Танджунг
- Амир Шамсуддин
- Ариф Будиман
- Валуйо Судибио Сапардан
- Космас Батубара
- Кусумаатмаджа, Мохтар
- Софьян Вананди
- Супари, Сити Фадила
- Таригану
- Тауфик Исмаил
- Тути Хэрати
- Умар Юнус
- Юсуф Вананди
- Ани Идрус